# Krimmedaille
Er werden twee Krimmedailles uitgereikt aan de tienduizenden geallieerde soldaten die in 1853 en 1854 op de Krim en op de zee daaromheen vochten.

## De Turkse Krimmedaille
De Turkse Krimmedaille die in 1854 door de Turkse sultan in grote aantallen, het zou om 20 000 stuks gaan, aan de Franse, Italiaanse, dat wil zeggen Sardijnse en Britse troepen die in 1854 vochten op de Krim werd verleend is een van de Turkse campagnemedailles. De vier staten vochten in de Krimoorlog tegen Rusland. Turkse militairen kregen deze medaille niet.
De Sultan liet alleen voor successen een dergelijke medaille slaan. Er zijn er eenentwintig verschillende bekend. Deze 36 millimeter brede zilveren medaille verschilt van de meer zeldzame Turkse Gouden Krimmedaille met de inscriptie "Sivastopol 1271" in Arabisch schrift en in Latijns schrift onder de tughra op de keerzijde en de uitvoering in zilver in plaats van goud. Op die keerzijde staan vier vlaggen afgebeeld.
De drie geallieerde legers kregen medailles met een opschrift in hun eigen taal. Er staat dus "Crimea", "La Crimée" of "La Crimea" onder de trofee met kanonnen en vlaggen, de vlag van het desbetreffende land staat steeds links van de Turkse vlag op de voorzijde. Daaronder staat in alle drie de uitvoeringen het jaartal 1855. Op de keerzijde staat de tughra van Sultan Abdulmejid.
Omdat er niet genoeg medailles met een ereplaats voor de Britse vlag en het woord "Crimea" waren werden ook Britse soldaten met de voor Italianen of Fransen bedoelde medailles gedecoreerd.
De meeste Engelsen droegen de medaille aan een breed zalmroze lint met donkergroene randen. Er zijn ook medailles bewaard die suggereren dat de linten bij uitgave smal waren en de standaard rode kleur hadden. De Britse juweliers zouden zich dan in de kleur hebben vergist toen zij een vervanging voor de verkleurde linten van de veteranen inkochten. Zij kozen ook voor een breedte die in het Verenigd Koninkrijk gebruikelijk was.
De medaille werd op de borst gedragen.

## De Britse Krimmedaille
Het Verenigd Koninkrijk heeft zelf ook een zilveren Krimmedaille uitgereikt. Deze medaille werd aan een lichtblauw lint met gele randen gedragen. Op de voorzijde staat een nog jonge Koningin Victoria afgebeeld. Op de keerzijde staat een door een gevleugelde Nikè gekroonde krijger. Men ziet de twee medailles meestal samen in een groep onderscheidingen want wie de een kreeg had ook rechtop de andere.
Op de Britse medaille werden zilveren gespen in de vorm van eikenbladeren met eikels bevestigd waarmee de aanwezigheid bij een veldslag werd aangegeven. Men kent gespen met de opschrift "Alma", "Inkermann", "Sebastapol", "Balaklava", ter ere van de fameuze maar zinloze "Charge of the light Brigade" en, maar alleen voor de Koninklijke Marine, "Azoff".